# Günther Herzfeld-Wüsthoff
Günther Herzfeld-Wüsthoff (* 8. April 1893 in Berlin; † 17. September 1969 in Unterreitnau) war ein deutscher Antiquar, Privatgelehrter und Schriftsteller.

## Leben

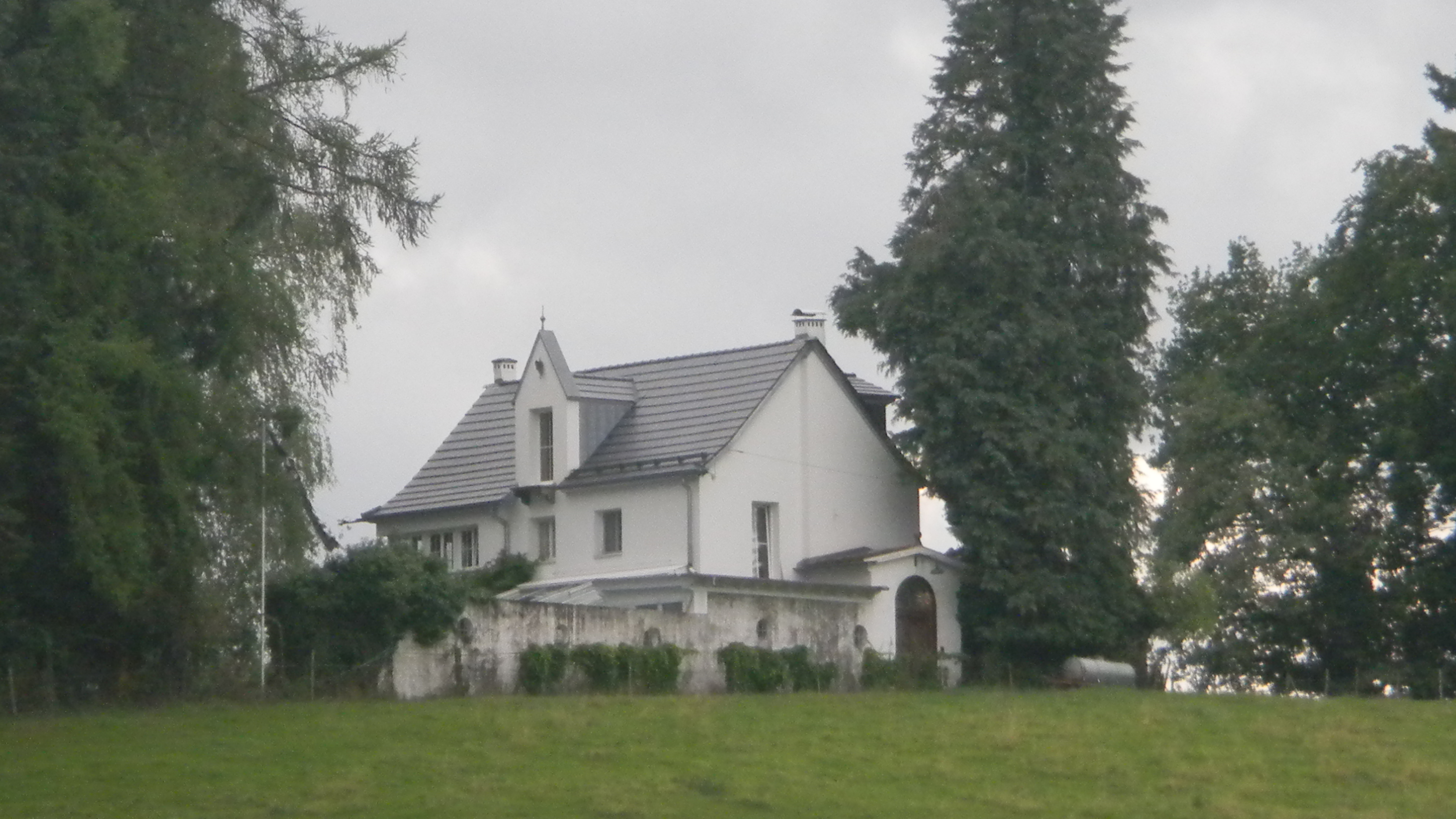
Trösteinsamkeit (2017)

Günther Herzfeld wurde 1893 als Sohn des Geheimen Regierungsrats und Professors der Chemie Alexander Herzfeld zu Berlin-Grunewald geboren. Er besuchte das humanistische Gymnasium und studierte an den Universitäten München, Berlin, Heidelberg und Köln Literaturgeschichte, Philosophie, Geschichte und Theaterwissenschaft. 1922 promovierte er zum Dr. phil.

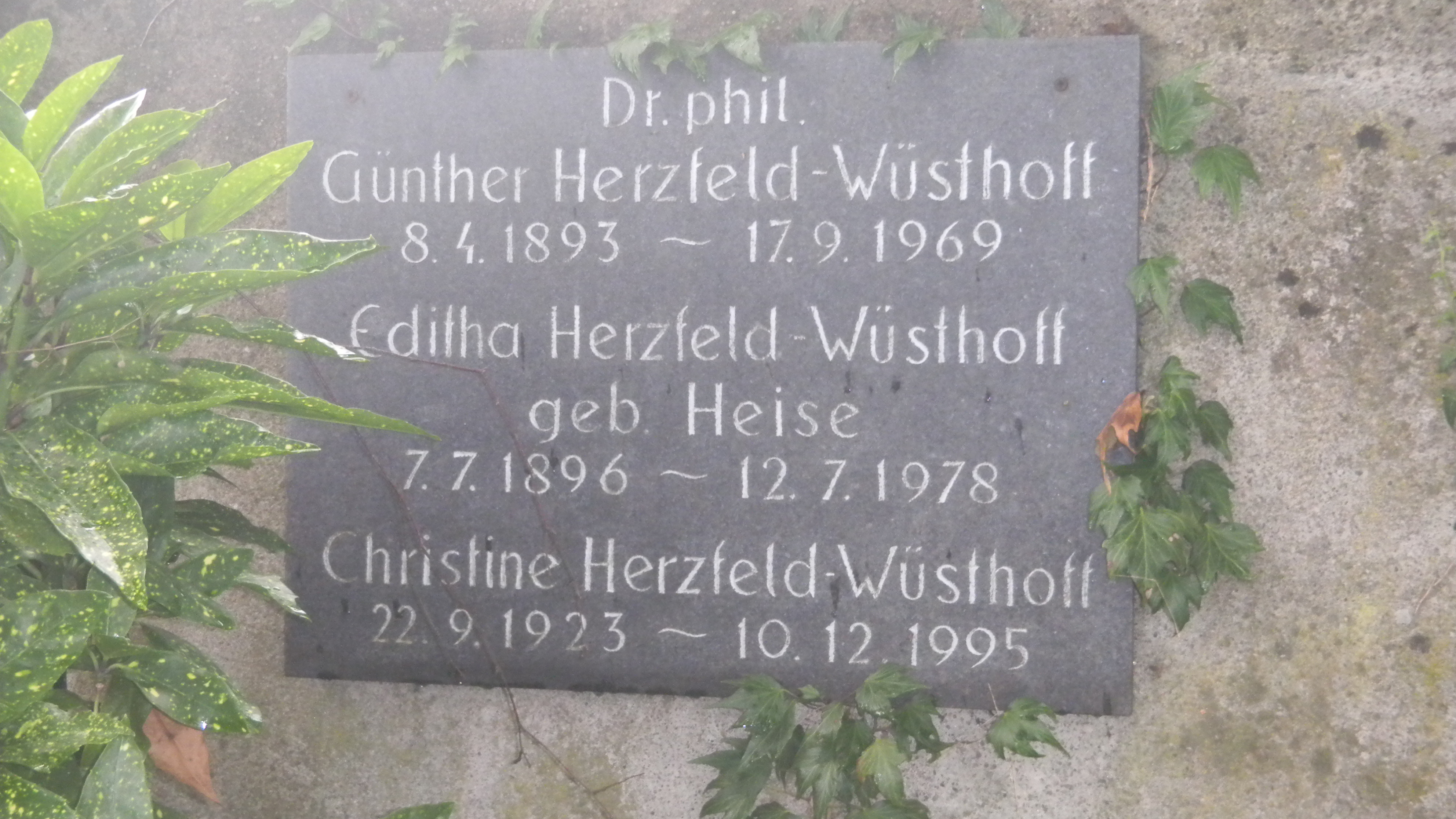
Pestfriedhof Unterreitnau Grab Herzfeld-Wüstoff

Während des Ersten Weltkrieges stand er, als Reserveoffizier des Königin Elisabeth Garde Grenadier Regiments Nr. 3 über vier Jahre an der Infanteriefront.
Seine Theaterpraxis erwarb er sich seit 1912 an den Reinhardt-Bühnen Berlin.
1920 heiratete er die Tochter des Kommerzienrats Georg Heise (Generaldirektor der Excelsiorwerke Hannover). Seit den zwanziger Jahren lebte Günther Herzfeld in München als Antiquar und Privatgelehrter. Er sammelte dort einen Kreis von Künstlern, Dichtern und Malern um sich, zu dem auch Georg Britting, Max Unold, Josef Achmann und Hans Lasser, gehörten.
In der Zeit des Nationalsozialismus nahm er den Namen seiner Großmutter, „Wüsthoff“, an und führte nun den Doppelnamen Herzfeld-Wüsthoff.
Herzfeld-Wüsthoff verstarb 1969 im Alter von 76 Jahren und wurde auf dem alten Pestfriedhof in Unterreitnau begraben.
Heute ist der Autor Herzfeld-Wüsthoff ein weitgehend Unbekannter. Zu Lebzeiten stand er in Kontakt mit großen Schriftstellern wie Thomas Mann – Herzfeld-Wüsthoff war Taufpate von Thomas Manns jüngster Tochter Elisabeth – und Alfred Andersch, der seinem einstigen Mentor in dem Roman „Kirschen der Freiheit“ ein Denkmal gesetzt hat.

## Anwesen Trösteinsamkeit

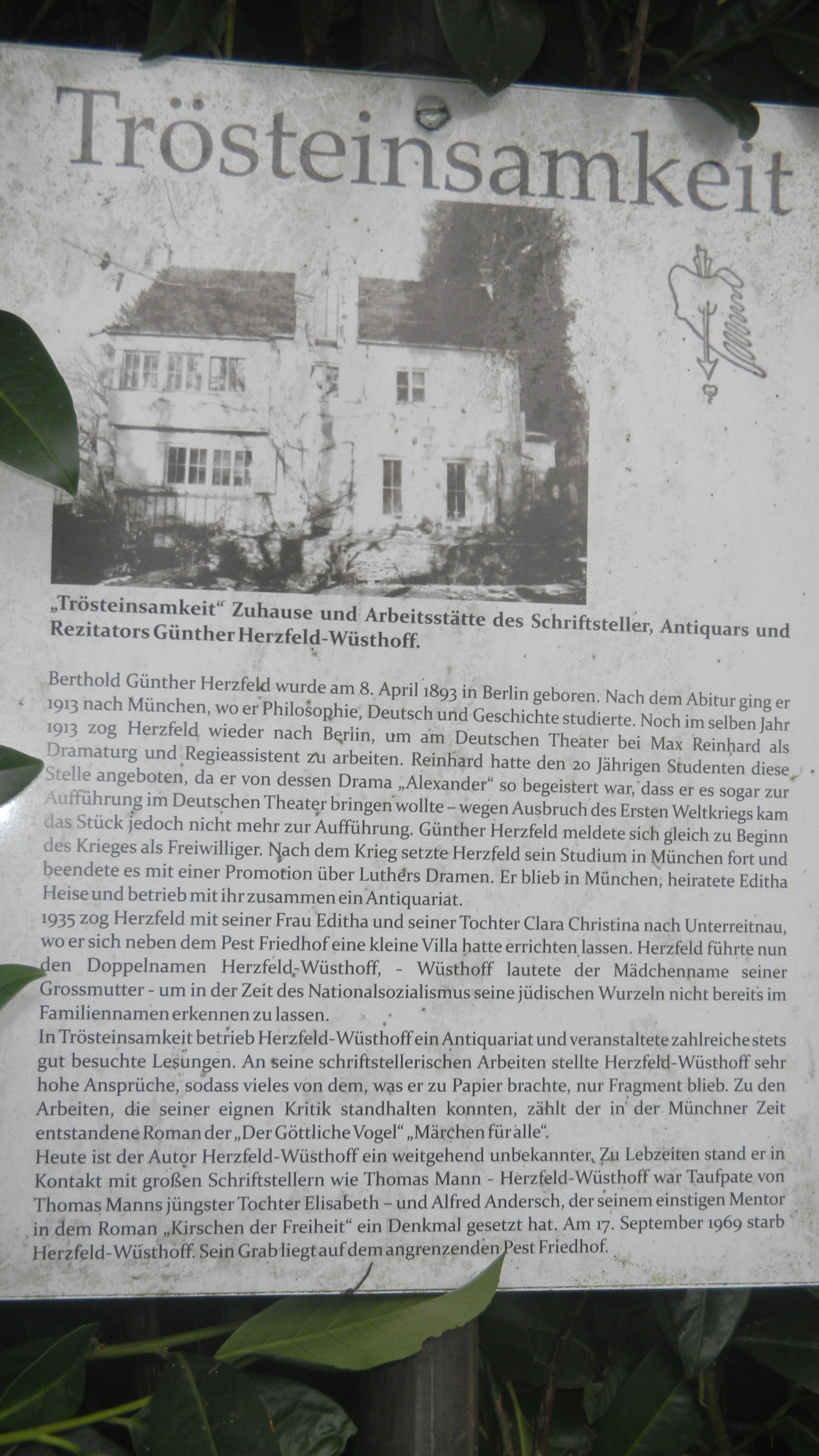
Infoschild Trösteinsamkeit (2017)

Am Bodensee kaufte er ein Grundstück in Unterreitnau im Lindauer Hinterland, gleich neben dem alten Pestfriedhof aus dem 17. Jahrhundert, wo er 1935 ein Haus bauen ließ und den nach dem Ort benannten Verlag „Trösteinsamkeit“ gründete. Seine Tochter Christa Herzfeld-Wüstoff bewohnte das Haus bis 1995. Danach wurde es verkauft und in den Folgejahren renoviert.

## Werke (Auswahl)
- Ningal und die Katze Sun. Eine Legende. 1968
- Auf den liparischen Inseln, um 1970
- Dramen. Band I und Band II.

1976/77. Mit gezeichnetem Porträt als Frontispiz in Band I und Foto-Porträt in Band II (Unterreitnau, Trösteinsamkeit, 1977)
- Der göttliche Vogel. Märchen für alle. 1974 posthum veröffentlicht